# The Girl Can't Help It
The Girl Can't Help It (bra: Sabes o que Quero) é um filme de comédia musical americano de 1956 estrelado por Jayne Mansfield no papel principal, Tom Ewell, Edmond O'Brien, Henry Jones e Julie London. O longa-metragem foi produzido e dirigido por Frank Tashlin com um roteiro adaptado por ele e Herbert Baker de um conto não creditado de 1955 de Garson Kanin , "Do Re Mi". Filmado em CinemaScope pela DeLuxe Color, a produção foi originalmente planejada como um veículo para o símbolo sexual americano Jayne Mansfield, com uma subtrama satírica envolvendo adolescentes e música rock and roll. O resultado não intencional foi chamado de a celebração "mais potente" da música rock já capturada pela indústria cinematográfica.
A trilha sonora original, incluindo a canção-título interpretada por Little Richard foi de Bobby Troup, com crédito adicional a Ray Anthony pela música "Big Band Boogie". The Girl Can't Help It faz parte da lista dos 1000 melhores filmes de todos os tempos do The New York Times.

## Enredo
O mafioso das máquinas caça-níqueis, Marty "Fats" Murdock (Edmond O'Brien), quer que sua namorada loira, Jerri Jordan (Jayne Mansfield), seja uma estrela da música, apesar de sua aparente falta de talento. Ele contrata o alcoólatra agente de imprensa Tom Miller (Tom Ewell) para promover Jordan, tanto por seu sucesso anterior com a carreira da cantora Julie London quanto porque ele nunca faz investidas sexuais em relação às suas clientes. O protagonista começa a trabalhar exibindo Jordan em vários lugares noturnos; sua aparência desperta interesse em homens ricos e logo surgem ofertas de contratos.
Miller diz a Murdock que Jordan só quer ser dona de casa e tenta persuadi-lo a não empurrá-lo para uma carreira no show business. Quando ele diz a Murdock que o canto de Jordan é tão ruim que quebra lâmpadas, Murdock insiste que Jordan grave uma música que ele compôs na prisão, "Rock Around the Rock Pile" (uma paródia de "Rock Around the Clock"). Miller relutantemente grava Jordan interpretando o papel de uma sereia de prisão na música de Murdock e viaja para Chicago para promovê-la a Wheeler (John Emery), um antigo rival de Murdock na máfia que agora detém o monopólio da indústria de jukebox.
Desconfiado da relutância de Miller em promover Jordan e da óbvia atração entre Miller e Jordan, o mafioso pede a seu sócio Mousie (Henry Jones) que grampeie uma ligação telefônica entre os dois. Sentindo pena deles, o capanga edita as partes românticas das conversas e convence o chefe de que o relacionamento deles é estritamente profissional. Em Chicago, Wheeler fica impressionado com a música e a voz de Jordan e se oferece para contratar ela e o compositor. No entanto, quando Miller revela que o compositor é Murdock, Wheeler se recusa a promover a música. Furioso, Murdock pressiona os donos de bares a comprarem jukeboxes dele e promove com sucesso a música dele. Para impedir que o rival roube seus negócios, Wheeler organiza o assassinato de Murdock no show de rock onde Jordan fará sua estreia.
A caminho do show, Murdock confessa a Mousie que não quer se casar com Jordan. Mousie confessa que alterou a fita do telefonema de Jordan e Miller e incentiva Murdock a deixar eles se casarem. Nos bastidores do show, Jordan confessa seu amor por Miller e eles se beijam. Ela também admite que é uma cantora talentosa, que mentiu porque não queria adentrar no show business; ela sobe ao palco e canta uma música sobre seu amor por Miller. Quando Murdock chega, Miller lhe diz que ele e Jordan estão apaixonados; Murdock, encantado, surpreende Miller dando-lhe sua bênção.
Antes que Miller e Murdock pudessem dar a boa notícia a Jordan, os assassinos de Wheeler atiram em Murdock. Miller os repele e empurra Murdock para o palco para que ele cante sua música, argumentando que os assassinos não atirariam em Murdock na frente de tantas testemunhas. Wheeler chega e, impressionado com a reação do público a Murdock, cancela o assassinato e contrata ele. O filme termina com os protagonistas se beijando em lua de mel, enquanto Murdock e Mousie se apresentam em um programa de TV ao fundo. No epílogo, Miller e Jordan são revelados como tendo cinco filhos, dos quais Murdock frequentemente cuida.

## Elenco
- Tom Ewell como Tom Miller
- Jayne Mansfield como Jerri Jordan
- Edmond O'Brien como Marty "Fats" Murdock
- Julie London como ela mesma
- Ray Anthony como ele mesmo
- Barry Gordon como Barry, o jornaleiro
- Henry Jones como Mousie
- John Emery como Wheeler
- Juanita Moore como Hilda
- Fats Domino como ele mesmo
- Little Richard como ele mesmo
- Eddie Cochran como ele mesmo
- The Platters como eles mesmos
- Gene Vincent como ele mesmo
- The Treniers como eles próprios
- Eddie Fontaine como ele mesmo
- The Chuckles como eles mesmos
- Abbey Lincoln como ela mesma
- Johnny Olenn como ele mesmo
- Nino Tempo como ele mesmo

## Produção
Em março de 1955, o conto "Do Re Mi" de Garson Kanin publicado pela revista The Atlantic foi adquirido pela 20th Century Fox. Eles inicialmente designaram o produtor Nunnally Johnson para desenvolver o filme, mas então decidiram enfatizar o rock 'n' roll nele e, em 1956, o transferiram para o diretor Frank Tashlin, cuja experiência incluía trabalho com música em animação. Tashlin colaborou em um novo roteiro com Herbert Baker que apresentava humor visual que era virtualmente cartunesco. Kanin não aprovou a nova abordagem de sua história e solicitou que seu nome fosse removido dos créditos. Posteriormente, Tashlin surgiu com o novo título, The Girl Can't Help It baseando-se na canção homônima interpretada por Little Richard.

## Trilha sonora
1. "The Girl Can't Help It" - Little Richard
2. "Tempo's Tempo" – Nino Tempo
3. "My Idea of Love" – Johnny Olenn
4. "I Ain't Gonna Cry No More" – Johnny Olenn
5. "Ready Teddy" – Little Richard
6. "She's Got It" – Little Richard
7. "Cool It Baby" – Eddie Fontaine
8. "Cinnamon Sinner" – Teddy Randazzo and the Three Chuckles
9. "Spread the Word" – Abbey Lincoln
10. "Cry Me a River" – Julie London
11. "Be-Bop-a-Lula" – Gene Vincent e His Blue Caps
12. "Twenty Flight Rock" – Eddie Cochran
13. "Rock Around the Rockpile" – Edmond O'Brien; Ray Anthony e sua Orquestra
14. "Rockin' Is Our Business" – The Treniers
15. "Big Band Boogie" – Ray Anthony e Orquestra
16. "Blue Monday" – Fats Domino
17. "You'll Never, Never Know" – The Platters
18. "Ev'ry Time (It Happens)" – Jayne Mansfield (dublada por Eileen Wilson)
19. "Giddy Up a Ding Dong" – Freddy Bell & The Bell-Boys

## Recepção
O filme recebeu críticas mistas, embora em sua maioria favoráveis. Bosley Crowther do The New York Times que não era fã de rock 'n' roll, achou que a atuação de Mansfield foi decepcionante, afirmando: "Seu alcance, neste estágio, parece restrito a uma fraca imitação de Marilyn Monroe". Por outro lado, François Truffaut elogiou tanto o filme quanto a atuação de Mansfield em seu livro de críticas cinematográficas The Films in My Life, originalmente de uma crítica de 1957 no Cahiers du Cinéma e comparou Mansfield a Monroe de forma bastante favorável.
A Variety elogiou o filme, chamando-o de "uma comédia hilária com ritmo". Sobre Jayne Mansfield, o crítico observou: "Mansfield não decepciona como a mulher sensual que só quer ser uma esposa e mãe de sucesso, não uma rainha do glamour. Ela está fisicamente preparada para o papel e também é competente em despertar grande parte da diversão. A natureza foi muito mais generosa com ela do que com Marilyn Monroe, e parece que Mansfield deveria ter deixado MM com sua voz. No entanto, a imitação vocal poderia ter sido apenas mais uma parte da brincadeira". Em 2006, foi um dos indicados para entrar na lista dos 25 maiores musicais do cinema americano pelo American Film Institute, entretanto ficou de fora da lista. No website agregador de crítica Rotten Tomatoes, The Girl Can't Help It tem 82% de aprovação da critica com base em 17 avaliações.

## Legado

### Influência na música rock
A influência do filme na música rock é significativa. O longa-metragem estreou em Liverpool na Inglaterra, durante o início do verão de 1957. As apresentações de estrelas do rock 'n' roll, como Little Richard, Eddie Cochran e Gene Vincent and His Bluecaps, fascinaram um John Lennon de 16 anos, mostrando-lhe, pela primeira vez, suas "adoradas" estrelas do rock 'n' roll americano como seres humanos vivos e, assim, inspirando-o ainda mais a perseguir seu próprio sonho.  Em 6 de julho de 1957, Paul McCartney aos 15 anos, foi apresentado a Lennon depois que este se apresentou em uma festa no jardim de uma igreja da vila com seu grupo de skiffle, the Quarrymen. McCartney demonstrou sua destreza musical a Lennon ao tocar "Twenty Flight Rock" de uma maneira semelhante à que ele tinha visto tocada por Eddie Cochran em The Girl Can't Help It. Isso levou Lennon a convidar McCartney para se juntar ao grupo, o artista fala sobre o filme na série documental The Beatles Anthology.
Em 18 de setembro de 1968, os Beatles interromperam a gravação de "Birthday" no Abbey Road Studios para que pudessem voltar à casa de Paul McCartney e assistir The Girl Can't Help It.
Além disso, alguns cinéfilos apontaram a famosa interpretação de Elvis Presley da música "Jailhouse Rock" no filme homônimo da MGM (frequentemente citado como o primeiro videoclipe), lançado um ano após The Girl Can't Help It , como tendo uma semelhança notável com o tema e a interpretação de uma música chamada "Rock Around the Rockpile" do filme anterior. Nessa interpretação, Edmond O'Brien interpreta um personagem que busca escapar de uma tentativa de assassinato pulando no palco e cantando o verso "rock, rock, rock around the rockpile" acompanhado pela Ray Anthony Band, que usa uniformes listrados de presidiários. Já outros, apontam a performance de Russ Tamblyn em Seven Brides for Seven Brothers (1954) como influência para Jailhouse Rock (1957). De fato, os produtores de The Girl Can't Help It tentaram recrutar Presley, cujo empresário, o Coronel Tom Parker no entanto recusou. Posteriormente, dois compositores do longa-metragem (Hugo Friedhofer e Lionel Newman) iriam compor as músicas para o artista em Love Me Tender (1956)

### Paródias e referências
O filme e sua canção-título são referenciados no filme de comédia Spies Like Us da Warner Bros. de 1985, estrelado por Chevy Chase, Dan Aykroyd e Donna Dixon. Na cena final, quando representantes americanos e soviéticos estão negociando reduções de armas estratégicas jogando Trivial Pursuit, Austin Milbarge ( Aykroyd ) pergunta a seus colegas soviéticos: "Qual música de Little Richard era o título de um filme dos anos 1950 estrelado por Jayne Mansfield?" Os soviéticos adivinham incorretamente "Good Golly, Miss Molly" e "Great Balls of Fire" e, consequentemente, "perdem" as armas nucleares da Europa Oriental.
O longa-metragem explorativo Pink Flamingos (1972), de John Waters, parodia diretamente The Girl Can't Help It em uma cena que mostra a drag queen Divine desfilando pelas ruas de Baltimore como a autoproclamada "Pessoa Mais Suja do Mundo", diante das expressões chocadas de membros reais e inconscientes do público em geral, enquanto a música-título de Little Richard toca alto na trilha sonora. A canção também está presente no álbum da trilha sonora do filme.
The Girl Can't Help It foi uma influência no filme de comédia sexual australiano Love in Limbo (1993). Ambientado em Perth na Austrália Ocidental em 1957 e com uma trilha sonora de músicas de rock 'n' roll dos anos 1950, o longa-metragem mostra seus protagonistas adolescentes assistindo a uma exibição de The Girl Can't Help It em um cinema drive-in.